# Det fria handredskapsfisket
Det fria handredskapsfisket 9§ i bilagan till Fiskelagen (1993:787) reglerar handredskapsfisket efter Sveriges ostkust från Östhammars kommun norra Uppland ner till Torhamns udde i Blekinge, runt Gotland och i de fem största sjöarna i Sverige (Vättern, Vänern, Mälaren, Hjälmaren och Storsjön). Denna lag tillåter fritt fiske i enskilt vatten med handredskap i ovan nämnda vatten, under förutsättning att fiskemetoden som sådan inte förutsätter användande av båt. Fisket får visserligen ske från båt, men båten får inte framföras med hjälp av motor, åror eller på annat liknande sätt vid fisket. Det medför att fiskemetoder såsom trolling och dragrodd är förbjudna på enskilt vatten för andra än fiskerättsägare. Fiske från drivande båt är dock tillåtet. Lagen förbjuder även användandet av angeldon eller angeldonsliknande redskap. På allmänt vatten, d.v.s. statens vatten, är det också fritt handredskapsfiske och då även i form av trolling och dragrodd.
Eftersom det redan före lagens tillkomst var fritt handredskapsfiske på enskilt vatten efter hela Norrlandskusten ner till just Östhammars kommun och från Torhamns udde i Blekinge ända till den norska gränsen, medförde reformen om det fria handredskapsfisket att detta fiske blev fritt, med vissa begränsningar, utmed hela Sveriges kust och i de fem största sjöarna, både på enskilt och allmänt vatten.
Denna lag gäller både svenska och utländska medborgare (13 §).

### Webbkällor
- ( SOU 2001:82 sid.54 ) Det fria handredskapsfisket
- Havs- och vattenmyndigheten Fiskeregler, Lagstiftning gällande fritidsfiske
- Naturvårdsverket Allemansrätten, Jakt och fiske